# Gelignit
Gelignit (/ˈdʒɛlɪɡnaɪt/), takođe poznat kao želatin za peskarenje ili jednostavno „žele“, je eksplozivni materijal koji se sastoji od kolodija – pamuka (vrsta nitroceluloze) rastvorenog u nitroglicerinu pomešan sa drvenom pulpom i šalitrom (natrijum nitrat ili kalijum nitrat).
Izumio ga je 1875. švedski hemičar Alfred Nobel, koji je takođe izumeo dinamit. Stabilniji je od dinamita, ali i dalje može da pati od "znojenja" ili ispiranja nitroglicerina.  Njegov sastav čini ga lakim za oblikovanje i bezbednim za rukovanje bez zaštite, sve dok nije u blizini bilo čega što bi moglo da ga detonira.
Jedan od najjeftinijih eksploziva, gori sporo i ne može da eksplodira bez detonatora, tako da se može bezbedno čuvati. 
U Ujedinjenom Kraljevstvu, za posedovanje gelignita potreban je sertifikat o eksplozivu, koji izdaje lokalni šef policije.  Zbog njegove široke civilne upotrebe u kamenolomima i rudarstvu, istorijski su ga koristile terorističke grupe kao što su Privremena irska revolucionarna armija  i Volonterske snage Ulstera  koje su često koristile gelignit kao pojačivač.

## Proizvodnja
Gelignit je jedan od najjačih komercijalnih eksploziva i spada u eksplozive dinamita. Sastoji od glicerol trinitrata („nitroglicerina“) i 6-8% kolodijumske vune. 
Prvi put napravljen od strane Alfreda Nobela 1876. da bi povećao sigurnost rukovanja glicerol trinitratom, moćniji je od običnog dinamita , koji sadrži oko 25% inertne dijatomejske zemlje.
Brzina detonacije eksploziva je oko 8.000 m/s; Međutim, eksploziv brzo stari, što takođe značajno smanjuje brzinu detonacije. Toplota eksplozije je do 6500 kJ/kg.
Eksplozivni želatin formira želatinoznu, elastičnu, providnu, bledožutu masu konzistencije jakog aspika, lako se savija, seče nožem i ne dozvoljava da glicerol trinitrat pobegne čak ni pod najjačim pritiskom.
Dodavanje malo kamfora (4%) čini ga veoma otpornim na mehaničke efekte, čak i na metke. Kada se zagreje, eksplozivni želatin se ponaša na sličan način kao i obični dinamit. Eksplozivni želatin eksplodira sam od sebe kada se brzo zagreje na temperaturi od oko 240 °C (464 °F), ali kada se pomeša sa kamforom, ne može se izazvati da uopšte eksplodira laganim zagrevanjem. Eksplozivni želatin je toliko neosetljiv na vodu da se može čuvati pod vodom dok ne bude potreban.
Koristi se samo u izuzetnim slučajevima. 
Posle Prvog svetskog rata, sirova praškasta masa, koja je još uvek bila u velikoj meri dostupna, ponekad se koristila umesto kolodijumske vune za proizvodnju eksplozivnog želatina. 

## Sastav
- Nitroglicerin 75%
- Nitroceluloza 3,7%
- Šaltitra 15,8%
- Drvno brašno 5,5%

## Karakteristike
Eksplozivna svojstva:
- Brzina detonacije 7890 m/s
- Temperatura gasa 4.780 °C (8.640 °F)
- Nadimanje u olovnom bloku 550 ml
- Pritisak fronta detonacije 19,6 GPa

## Frangek
Frangek ili Gelignit je jedan isti eksploziv, samo što je Gelignit komercijalni eksploziv koji je sedamdesetih godina prošlog veka Irish Industrial Ekplosives Limited proizvodila godišnje 6.000 t (13.000.000 lb) Frangeka, komercijalnog eksploziva po nazivu gelignit namenjenog za upotrebu u rudnicima i kamenolomima. Proizveden je u najvećoj irskoj fabrici eksploziva u Enfildu, okrug Mit. Gardai i irska vojska su patrolirali tim područjem, sprečavajući IRA da dođe u posed ovog eksploziva.

## Korišćenje
U irskom ratu za nezavisnost (1919-1921), gelignit je koristila Irska republikanska armija. Privremena irska republikanska armija u svojim prvim kampanjama protiv britanskih snaga, lojalističkih snaga na severu. Kasnije su ga zamenili sa semteksom, koji im je isporučila libijska vlada.

## Upotreba u terorističkim akcijama

### Severna Irska
Privremena irska republikanska armija (PIRA) indirektno je nabavila količine tog materijala. U vreme hapšenja Patrika Megija, kod njega je pronađeno 3,5 kg (7,7 lb).  300 kg (660 lb) otkriveno je u otetoj cisterni u januaru 1976.  Gelignit koji je IRA ukrala iz kamenoloma, farmi i gradilišta u Republici stajao je iza 22 t (49.000 lb) eksploziva koji je detonirao u Severnoj Irskoj samo u prvih šest meseci 1973. godine. 
Sindikalci su takođe koristili punjenja gelignita da bi digli u vazduh podstanice za vodu i struju 1969. godine. u aprilu tokom događaja u Belfastu.
Dobrovoljac PIRA-e, kasniji doušnik, Šon O'Kalagan je procenio da bi postavljanje 11 kg (24 lb) Frangeksa ubila sve u krugu od 18 m (59 ft).  Real IRA (RIRA) je takođe kupila Frangek, a u decembru 2000. godine, osamdeset štapova je otkriveno na farmi u Kilmakou, okrug Kilkeni, u blizini Voterforda. 
Početkom 1982. Irska nacionalna oslobodilačka armija ukrala je 450 kg (990 lb) komercijalnog eksploziva Frangek iz rudnika Tara u okrugu Tiperi, što je toj organizaciji omogućilo da intenzivira svoju kampanju terorističkih akcija.  INLA je izvela svoj najsmrtonosniji napad u decembru 1982. bombardovanjem diskoteke Droppin' Vell u Balikeli, okrug Londonderi, koja je opsluživala britansko vojno osoblje, u kojem je ubijeno 11 vojnika koji su bili na odsustvu i 6 civila. Bomba, procenjena na 2,5—4,5 kg (5,5—9,9 lb) eksploziva Frangek, dovoljno mala da stane u tašnu, ostavljena je pored potpornog stuba i srušila je krov kada je eksplodirala. 

### Indija
12. septembra 2015. dogodile su se dve eksplozije u restoranu u Džabua u Madja Pradešu, Indija. Poginulo je 89 ljudi, a više od 100 je povređeno. Oštećene su i obližnje zgrade. 

## Spoljašnje veze
- Alfred Nobel und die Entdeckung des Dynamits unter besonderer Berücksichtigung von ethischen Belangen in der Naturwissenschaft (abgerufen am 15. Mai 2020)
- Über Explosionen, Schießmittel und Sprengstoffe (abgerufen am 15. Mai 2020)
- Zur Toxikologie milätärspezifischer Explosivstoffe und deren Zersetzungsprodukten Архивирано на веб-сајту  (3. новембар 2022) (abgerufen am 15. Mai 2020)
- Einstiger Sprengstoffspezialist wurde vielseitiger Technologiekonzern[мртва веза] (abgerufen am 15. Mai 2020)
- Erfindung der Sprenggelatine (abgerufen am 15. Mai 2020)

## Literatura
- Орлова Е. Ю. Химия и технология бризантных взрывчатых веществ. — Л.: Химия, 1981. — 312 c.
- Яхонтов А. Д. Курс взрывчатых веществ. — М.: Государственное научно-техническое горное издательство, 1933. — 244 с.
- Дубнов Л. В., Бахаревич Н. С., Романов А. И. Промышленные взрывчатые вещества, 3-е изд. — М.: Недра, 1988. — 358 с. — Dubnov, Lev Vladimirovič; Bacharevič, Nelli Semenovna; Romanov, Anatolij Ivanovič (1988). Промышленные взрывчатые вещества. Nedra. ISBN 5-247-00285-7.